# Benjamin Mbunga Kimpioka
Benjamin Mbunga Kimpioka (Uppsala, 21 febbraio 2000) è un calciatore svedese, attaccante del Sivasspor.

## Biografia
Nato a Uppsala da genitori originari di Repubblica Democratica del Congo ed Angola, è cresciuto a Knivsta.

## Carriera

### Club
Ha fatto parte delle giovanili del Sirius dal 2012 fino al 1º luglio 2016, giorno in cui, sedicenne, è passato ufficialmente agli inglesi del Sunderland. Il suo debutto ufficiale con il club biancorosso è avvenuto oltre due anni più tardi, il 4 settembre 2018, in occasione della sfida valida per l'EFL Trophy 2018-2019 pareggiata contro la squadra Under-21 dello Stoke City. L'esordio in campionato ha avuto luogo invece il 2 ottobre 2018, subentrando al posto di Jerome Sinclair nei minuti di recupero del match di Football League One pareggiato in casa contro il Peterborough United. In quella stagione ha ottenuto complessivamente 4 presenze in campionato. Durante l'anno seguente ha collezionato anche in questo caso 4 presenze in campionato andando però in gol in un'occasione, il 23 novembre 2019, quando ha realizzato il gol del definitivo 1-1 al 90' minuto del match casalingo contro il Coventry City.
Dopo non aver praticamente praticamente mai giocato con la prima squadra nel corso della stagione 2020-2021, complice un infortunio muscolare alla coscia che lo ha tenuto fuori causa da ottobre a marzo, il 27 marzo 2021 è stato reso noto il suo prestito al Torquay United fino al termine della stagione. In questo periodo ha raccolto 8 presenze nella stagione regolare della National League più due presenze nei play-off, senza però andare mai a segno. Il 30 settembre 2021 è stato girato nuovamente in prestito, questa volta al Southend United per un mese, durante il quale ha giocato in tutto due partite di National League. Rientrato al Sunderland, ha giocato due partite di Football League One, andando anche in rete con il gol del 5-0 allo Sheffield Wednesday.
Il 1º aprile 2022, un giorno prima dell'inizio dell'Allsvenskan 2022, Kimpioka è stato acquistato a titolo definitivo dagli svedesi dell'AIK guidati in panchina da Bartosz Grzelak, il quale conosceva già Kimpioka essendo stato in precedenza vice CT della stessa Nazionale svedese Under-21 di cui il giocatore faceva parte. In quel campionato ha totalizzato 16 presenze, di cui 5 da titolare, con un gol all'attivo, segnato nel 2-2 sul campo dell'Elfsborg. Gran parte di queste gare le ha giocate prima dell'esonero di Grzelak, avvenuto dopo la 18ª giornata. Oltre alle presenze in campionato, è stato schierato anche in 6 incontri di UEFA Europa Conference League e in uno di Coppa di Svezia.
In vista della stagione 2023, la dirigenza dell'AIK ha deciso di cedere il giocatore, approdato il 23 gennaio agli svizzeri del Lucerna mediante un prestito con diritto di riscatto fino al 30 giugno 2023. Il 28 gennaio, all'esordio in campionato con la nuova maglia, ha firmato la vittoria sul campo del Basilea con la rete che ha fissato il punteggio sul definitivo 2-3 per gli ospiti. Essa è stata tuttavia la sua unica marcatura per la squadra: ad eccezione della successiva partita, infatti, non è mai riuscito a ritagliarsi un posto da titolare, rimanendo talvolta seduto in panchina o in tribuna. La sua parentesi si è chiusa con 6 presenze e una rete in campionato (quella appunto all'esordio), oltre ad una presenza in Coppa Svizzera e una in Promotion League, la terza serie nazionale, giocando con la formazione Under-21 del club. Il 29 maggio, al termine della stagione, il Lucerna ha annunciato che non avrebbe esercitato l'opzione di acquisto. Mbunga Kimpioka è così tornato all'AIK senza però essere mai utilizzato dal tecnico Henning Berg nella rimanente parte di stagione.
Rimasto svincolato, il 2 gennaio 2024 è diventato un nuovo giocatore del club scozzese del St. Johnstone con un contratto di un anno e mezzo.

### Nazionale
Ha giocato nelle nazionali giovanili svedesi Under-19 ed Under-21.